# Domies Toen

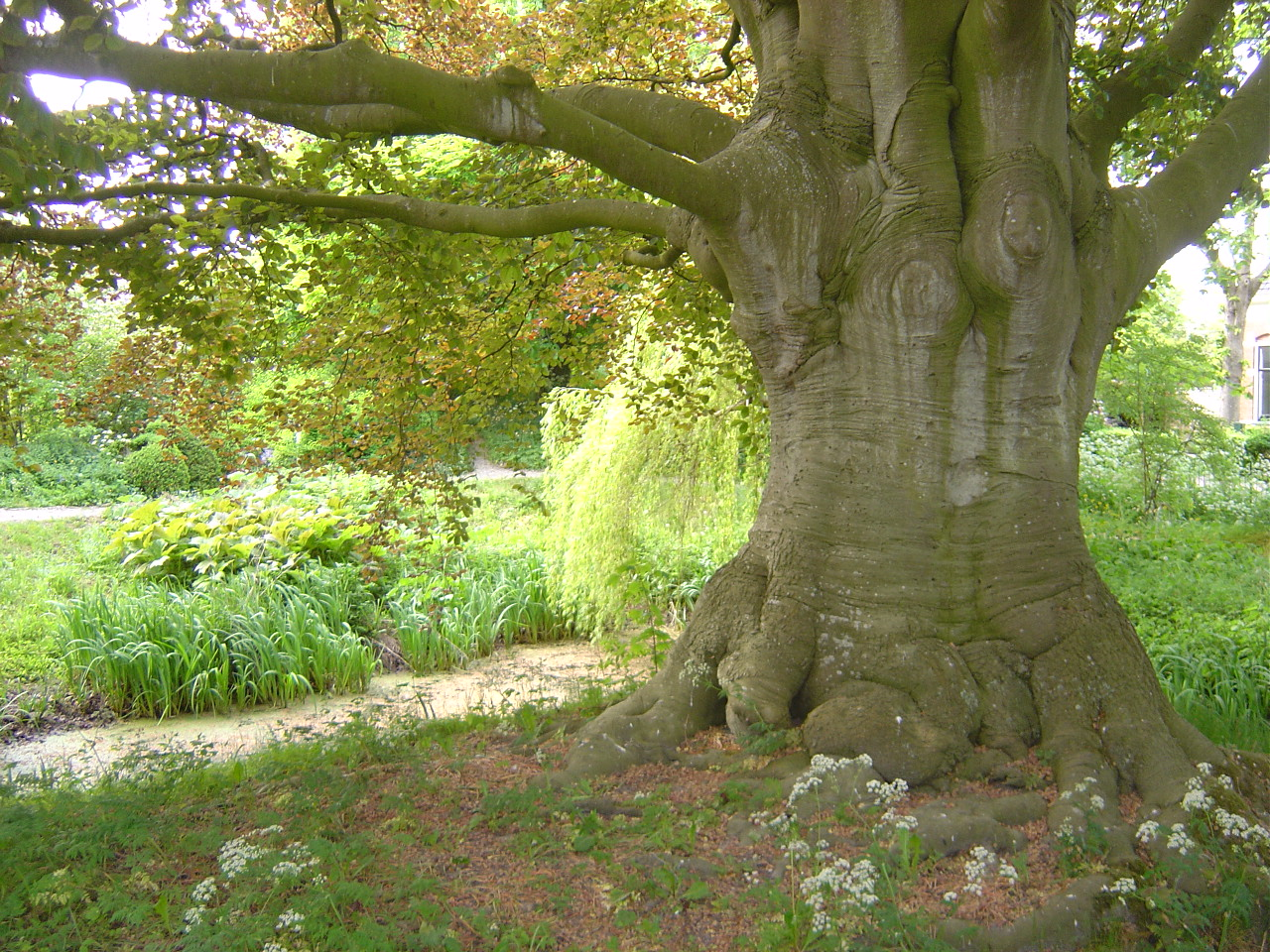
Starý buk

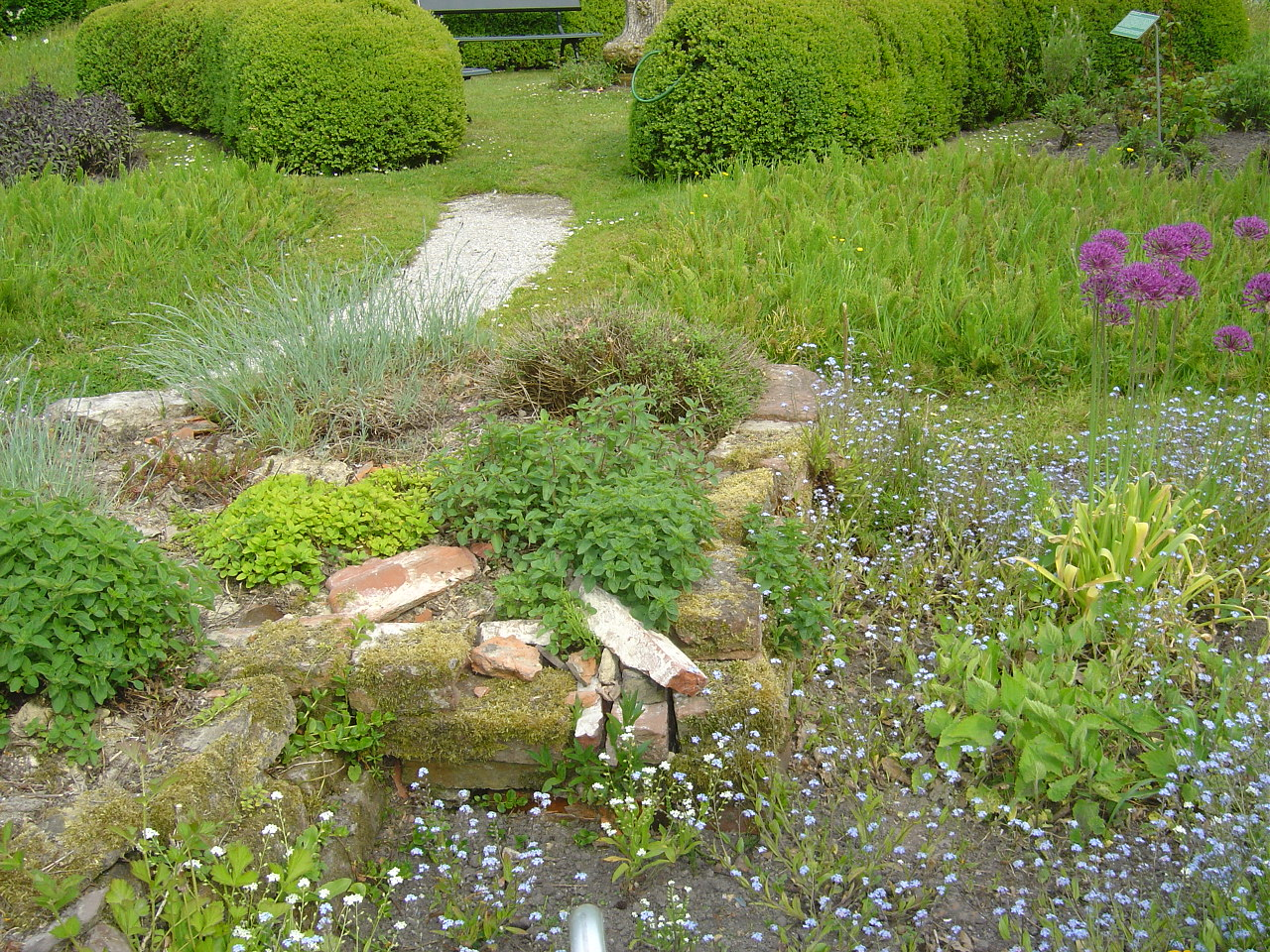
Bylinková zahrada

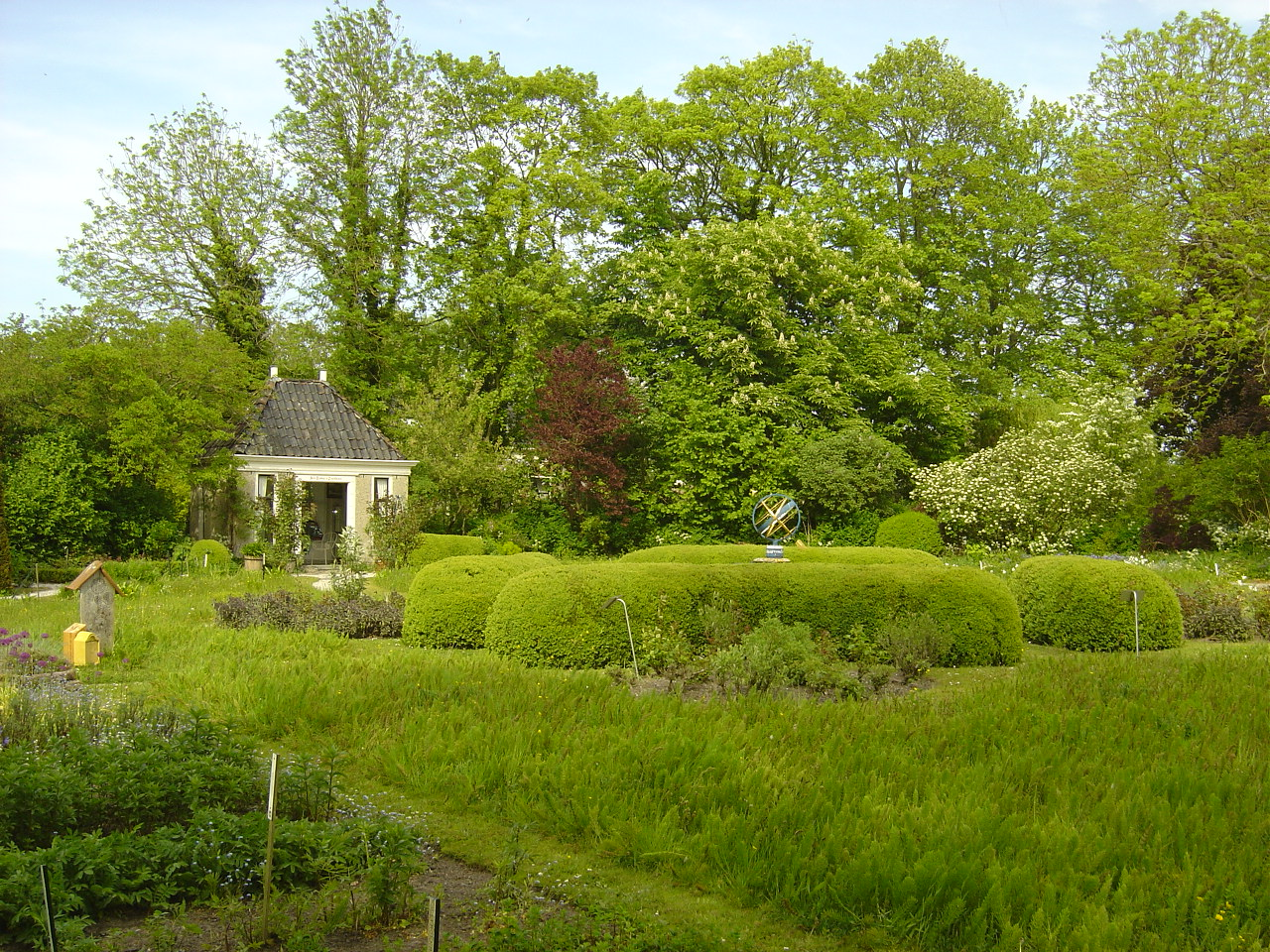
Altán

Domies Toen (zahrada pastora) je stará farská zahrada v Pieterburenu. Zahrada je upravena jako ekologická a je členem holandské asociace Botanických zahrad.

## Historie
Nejstarší prvek v zahradě jsou kamenné kostky pocházející z doby kolem roku 1300, nejstarší části zahrady pak pocházejí až z roku 1425, kamenné zdi v zahradě jsou datovány do let kolem 1600. V roce 1710 byl postaven zahradní altán.
Když v roce 1961 byla zbořena stará fara, reformovanou církev plány na bydlení v obce Pieterburen kontaktovat zemědělec Tine Clevering Meijer (který také ve Verhildersum zrekonstruoval Huning farmu u Pieterburen). Zrekonstruovanou zahradu osázel rostlinami které nejsou původní v Groningenu a jsou pěstovány lidmi (90 z 100 známých druhů v Nizozemsku roste v Domies Pak), zrekonstruoval zahradní altán a dům, znovu postavil zahradní zdi a přišel se změnou na název Domies Toen. Po jeho smrti v roce 1981 zahrada zpustla, dokud biolog Paul Janssen v roce 1986 nepřevzal péči o zahradu a změnil ji na ekologickou botanickou zahradu s více než 100 vzácnými druhy. Za jeho vedení zahrada přerostla v turistickou atrakci.
Poté, co kostel v Eenrum odmítl požadavek Janssena na finanční náhrady za jeho práci, v roce 1988 odešel. Poté byla založena nadace s cílem udržovat zahradu. V roce 1991 tato nadace v čele s krajinářským architektem Klaas van Nieropem zahájila úpravy zahrady. Úpravy provedené biologem Janssenem a nástupci sice přirozené rostliny pěstovaly, ale rostliny byly vzájemně prorostlé a částečně rozptýleny. Na lepší efektivní údržbu zahrady byl vstupní poplatek stanoven a několik set dárců jej uhradilo. V roce 2003 Van Nierop byl následován Nienke Reederem. V roce 2004, bylo vytesáno do kamene na zahradě několik básní umělce Bertus Onderwater (v roce 2007 přerušil několik kamenů s informacemi o kostele a okolí), a byl manžel Clevering Meijer, inženýr Rubertus Jacob Clevering ereplakkaat na čest Clevering Meijer odhaleny u zahradní zdi. V roce 2005 byl zahradě propůjčen status muzea. Po založení v roce 2006 se ale dostala do finanční tísně, takže bylo rozhodnuto, aby se připojila ke kostelu pod společnou hlavičkou 'Domies Kerk en Toen'.

## Prvky na zahradě
V zahradě jsou následující komponenty:
- natuurtuin (přírodní zahrádka) - na místě bývalé fary jsou pěstovány planě rostoucí rostliny, které jsou buď vzácné nebo ohrožené. Zahrada je navštěvována speciálními druhy motýlů.
- kruidentuin (bylinková zahrádka) - mimo dobře známé byliny se zde také pěstují byliny, které byly známy již ve středověku.
- rozentuin (růžová zahrada) - s růžemi jako symbolem čistoty.
- slingertoen - úprava založená v 19. století ve stylu anglické krajiny.
- hooiland (louka) - rozsáhlá květnatá louka a pastvina.
- dobbe - rybník s dešťovou vodou.
- plantenborders (záhony) - rostlinné záhony obsahující rostliny pěstované starými farmáři, které byly dříve okrasnými rostlinami v zemědělských podnicích.
- prieel (altán) - altán, kde psal farář kázání